# Чемпіонат світу з біатлону 1990
26-й чемпіонат світу з біатлону 1990 року мав бути проведений в кінці лютого в СРСР в Олімпійському спорткомплексі «Раубичі» поблизу Мінська. Але через аномально теплу погоду і відсутність снігу та попри всі зусилля організаторів 20 лютого вдалося провести тільки дві індивідуальні гонки у чоловіків та жінок. Спринтерські гонки, командні гонки серед чоловіків та жінок і жіноча естафета були проведені в рамках етапу Кубка світу в норвезькому Холменколлені. Чоловіча естафета також в рамках Кубка світу пройшла у фінському Контіолагті.

## Чоловіки

### Індивідуальна гонка
| Медаль | Ім'я              | Країна | Промахи | Результат | Відставання |
| ------ | ----------------- | ------ | ------- | --------- | ----------- |
| 1      | Валерій Медведцев | СРСР   | 0       | 1:06:39,7 | 0,0         |
| 2      | Сергій Чепіков    | СРСР   | 0       | 1:07:03,0 | +23.3       |
| 3      | Анатолій Жданович | СРСР   | 0       | 1:08:39,3 | +1:59.6     |

### Спринт
| Медаль | Ім'я           | Країна   | Промахи | Результат | Відставання |
| ------ | -------------- | -------- | ------- | --------- | ----------- |
| 1      | Марк Кірхнер   | ФРН      | 0       | 25:48,9   | 0,0         |
| 2      | Ейрік Квалфосс | Норвегія | 2       | 25:59,8   | +10,9       |
| 3      | Сергій Чепіков | СРСР     | 2       | 26:20,9   | +32.0       |

### Естафета
| Медаль | Країна                                                                         | Штрафи | Результат | Відставання |
| ------ | ------------------------------------------------------------------------------ | ------ | --------- | ----------- |
| 1      | Італія П'єр-Альберто Каррара Вілфрід Паллгубер Йоганн Пасслер Андреас Зінгерле |        | 1:30:54,7 |             |
| 2      | Франція Ксав'єр Блонд Тьєрі Жерб'є Крістіан Дюмон Фландін Ерве                 |        | 1:33:08,8 |             |
| 3      | НДР Франк Люк Андре Земіш Марк Кіршнер Андерс Бірк                             |        | 1:34:02,2 |             |

### Командна гонка
| Медаль | Країна                                                        | Штрафи | Результат | Відставання |
| ------ | ------------------------------------------------------------- | ------ | --------- | ----------- |
| 1      | НДР Райк Діттріх Марк Кіршнер Андерс Бірк Франк Люк           |        | 1:04:24,1 |             |
| 2      | Чехословаччина Томаш Кос Іван Масарик Жирі Голубець Ян Матоуш |        | 1:04:36,5 |             |
| 3      | Франція Крістіан Дюмон Стефан Бутіо Фландін Ерве Тьєрі Жерб'є |        | 1:05:14,2 |             |

## Жінки

### Індивідуальна гонка
| Медаль | Ім'я              | Країна | Промахи | Результат | Відставання |
| ------ | ----------------- | ------ | ------- | --------- | ----------- |
| 1      | Світлана Давидова | СРСР   | 2       | 51:53,4   | 0,0         |
| 2      | Олена Головіна    | СРСР   | 3       | 53:48,2   | +1:54,8     |
| 3      | Петра Беле        | ФРН    | 1       | 53:54,6   | +2:01.2     |

### Спринт
| Медаль | Ім'я              | Країна   | Промахи | Результат | Відставання |
| ------ | ----------------- | -------- | ------- | --------- | ----------- |
| 1      | Анне Ельвебакк    | Норвегія | 1       | 27:12,8   | 0,0         |
| 2      | Світлана Давидова | СРСР     | 2       | 27:16,1   | +3,3        |
| 3      | Елін Крістіансен  | Норвегія | 1       | 27:44,9   | +32.1       |

### Естафета
| Медаль | Країна                                                  | Штрафи | Результат | Відставання |
| ------ | ------------------------------------------------------- | ------ | --------- | ----------- |
| 1      | СРСР Олена Бацевич Олена Головіна Світлана Давидова     | 0      | 1:33:14,1 |             |
| 2      | Норвегія Грете Ніккелмо Анне Ельвебакк Елін Крістіансен | 1      | 1:34:28,2 |             |
| 3      | Фінляндія Туя Вуоксала Сейя Хіітіайнен Пірьо Маттіла    | 0      | 1:35:12,9 |             |

### Командна гонка
| Медаль | Країна                                                                 | Штрафи | Результат | Відставання |
| ------ | ---------------------------------------------------------------------- | ------ | --------- | ----------- |
| 1      | СРСР Олена Бацевич Олена Головіна Світлана Пармигіна Світлана Давидова |        | 56:30,3   |             |
| 2      | ФРН Ірене Шроль Даніела Хьорбургер Інга Кеспер Петра Шааф              |        | 1:01:18,3 |             |
| 3      | Болгарія Надія Алєксієва Іва Шкодрева Марія Манолова Цвєтана Крастева  |        | 1:02:38,6 |             |

## Таблиця медалей
| Місце | Країна         | 1 | 2 | 3 | Всіх |
| ----- | -------------- | - | - | - | ---- |
| 1     | СРСР           | 4 | 3 | 2 | 9    |
| 2     | НДР            | 2 | 0 | 1 | 3    |
| 3     | Норвегія       | 1 | 2 | 1 | 4    |
| 4     | Італія         | 1 | 0 | 0 | 1    |
| 5     | ФРН            | 0 | 1 | 1 | 2    |
| 5     | Франція        | 0 | 1 | 1 | 2    |
| 7     | Чехословаччина | 0 | 1 | 0 | 1    |
| 8     | Болгарія       | 0 | 0 | 1 | 1    |
| 8     | Фінляндія      | 0 | 0 | 1 | 1    |